# Dolabeller
Die Dolabeller (lateinisch Cornelii Dolabellae bzw. kurz Dolabellae) mit dem Nomen Cornelius Dolabella, bestehend aus dem Gentilnamen Cornelius und dem Beinamen (Cognomen) Dolabella (lateinisch für „kleine Hacke“; abgeleitet von Dolabra, einer Axt), waren ein bedeutender Zweig (lateinisch stirps) des römischen patrizischen Geschlechts (lateinisch gens) der Cornelier. Der Familienzweig ist seit dem 3. vorchristlichen Jahrhundert in Rom belegt. Zunächst wurde der Name nur individuell vergeben, später wurde er erblich. Im Laufe der römischen Geschichte entstammten der Familie mehrere bedeutende römische Politiker und Feldherrn; acht Angehörige der Familie bekleideten das Konsulat.

## Familienmitglieder
- Publius Cornelius Dolabella (Konsul 283 v. Chr.), Konsul 283 v. Chr.
- Gnaeus Cornelius Dolabella (Konsul 159 v. Chr.), Konsul 159 v. Chr.
- Lucius Cornelius Dolabella (Admiral), römischer Politiker und Admiral
- Lucius Cornelius Dolabella (Prätor), römischer Politiker und Militär, Prätor 100 v. Chr.
- Gnaeus Cornelius Dolabella (Konsul 81 v. Chr.), Konsul 81 v. Chr.
- Gnaeus Cornelius Dolabella (Prätor 81 v. Chr.), Prätor 81 v. Chr.
- Publius Cornelius Dolabella (Prätor 69 v. Chr.), Prätor 69 oder 68 v. Chr.
- Publius Cornelius Dolabella (Konsul 44 v. Chr.), Konsul 44 v. Chr.
- Cornelius Dolabella, Vertrauter des Augustus
- Publius Cornelius Dolabella (Konsul 10), Konsul 10 n. Chr.
- Publius Cornelius Dolabella (Suffektkonsul 55), Suffektkonsul 55
- Gnaeus Cornelius Dolabella (Verwandter Galbas) (69 von Vitellius ermordet), zweiter Gatte der Petronia
- Servius Cornelius Dolabella Petronianus, Konsul 86
- Servius Cornelius Dolabella Metilianus Pompeius Marcellus, Suffektkonsul 113